# Логунов, Александр Петрович
Алекса́ндр Петро́вич Логуно́в (род. 22 апреля 1954, Орджоникидзе, Днепропетровская область, СССР) — российский историк и политолог. Доктор исторических наук (1992), профессор (1995), заслуженный профессор Российского государственного гуманитарного университета (2014). Основатель и первый декан Факультета истории, политологии и права ИАИ РГГУ.

## Биография
Выпускник Исторического факультета Ростовского государственного университета. 
В 1981 г. защитил в Ростовском государственном университете диссертацию на соискание ученой степени кандидата наук с темой «Историография партийного руководства колхозами в 1946—1958 гг.: на материалах Северного Кавказа» по спец. 07.00.01 — История Коммунистической партии Советского Союза.
В 1992 г. — защита докторской диссертации «Революция 1905—1907 годов и российская социал-демократия» по спец. 07.00.00 — Исторические науки и археология.
При содействии А. П. Логунова университет получил первые в РГГУ лицензии на ведение образовательной деятельности по таким направлениям, как "Политология", "Реклама и связи с общественностью", "Юриспруденция", "Туризм". С 1997 г. на базе факультета впервые была создана при поддержке ЮНЕСКО кафедра Культуры мира и демократии (далее — КМД), не имеющая аналогов в современной российской образовательной среде. 
Под руководством А. П. Логунова велась активная совместная с ЮНЕСКО и европейскими университетами научная деятельность по проблемам прав человека, распространении толерантности в современном российском обществе. КМД также занимается современными европейскими исследованиями на базе политологического анализа. 
При А. П. Логунове факультет истории, политологии и права вошел в Топ-10 Лучших Факультетов РФ.

## Область научных интересов
Специалист по историографии, исторической психологии, современной интеллектуальной истории. 
Направления научной деятельности — история и теория исторической науки, историографическая культура и историографический проект XX в.
Александр Петрович также занимался проектами связанными с защитой прав детей для детского омбудсмена в Российской Федерации.

## Научно-педагогическая деятельность
В РГГУ с 1992 г. читает курсы лекций «История России Нового времени», «Русская история Нового времени в антропологическом освещении», «Теория истории», «Зарубежная историография», «Историческая психология», «Политическая историография», «Правовая историография», спецкурсы «Духовная жизнь пореформенной России», «Интеллектуальная история», спецкурсы для аспирантов «Современные проблемы методики и методологии историографических исследований», «Историческая наука и историческое знание в 90-е гг. XX в.»
Автор свыше 100 научных, научно-методических и научно-популярных трудов.

## Состоял в следующих научных советах, комиссиях, редколлегиях
- Член экспертного совета по историческим наукам ВАК РФ
- Заместитель председателя УМО по историческому образованию университетов РФ
- Председатель Диссертационного совета РГГУ — Д.212.198.03
- Член Диссертационных советов РГГУ по историческим наукам
- Член Ученого совета РГГУ
- Председатель ученого совета ФИПП ИАИ РГГУ
- Член УМО «Public relations» университетов РФ
- Действительный член Международной академии информатизации (1996)
- Американской академии политических наук (1995)
- Заслуженный профессор РГГУ[5]

## Основные публикации
- Кризис исторической науки или наука в условиях общественного кризиса: отечественная историография второй половины 80-начала 90-х гг. // Советская историография. М.: Российск. гос. гуманит. ун-т. 1996. С. 447—487.
- Ред., [чл. авт. коллектива]: Очерки истории политических партий и движений России. Вып. 1. Ростов н/Д; М.: Логос, 1992. 103 с.
- Революция 1905—1907 гг. и российская социал-демократия. Ростов н/Д: Изд-во Рост, ун-та, 1992. 231 с.
- Ред., [чл. авт. коллектива]: Россия (конец XIX — начало XX в.): Политическая история: Курс лекций. Ростов н/Д; М.: Логос, 1992. 230 с.
- Современная историографическая ситуация и изучение проблемы отечественной истории XIX века // Россия в новое время: Выбор пути исторического развития: Материалы межвуз. конф. . М., 1994. С. 8—10.
- Образованное меньшинство и крестьянский мир: проблемы раскола и диалога // Россия в новое время: Образованное меньшинство и крестьянский мир: Поиск диалога: Материалы межвуз. науч. конф. . М., 1995. С. 3—6.
- Отечественная историографическая культура: современное состояние и проблемы трансформации // «Образы историографии». М., 2000.
- Russian Historical Science within the Historiograpfical Culture and the Twentieth-Century Historiograpfical Project // «An Assessment of Twentieth-Century Historiography. Professionalism, Methodologies, Writings». Ed. by Rolf Torstendaht. Kung. Vitterhets history och Antikvitets Akademien. Stockholm, 2000. — P. 89—115.
- Логунов А. П. Забыть нельзя помнить: социальная пунктуация исторического знания./ Теория и методология гуманитарного знания: историческая память как проекция будущего. М.: РГГУ, 2012. — С. 45—58.
- Логунов А. П. Российская национальная модель самоидентификации: поиск новых ориентиров./ Россия на пересечении пространств и эпох./ Материалы Третьей международной междисциплинарной научной конференции молодых ученых. Москва, РГГУ, 9 апреля 2014 г. М.: ЛЕНАНД, 2014. 272 с. — С. 9—27.
- Логунов А. П. Российская политическая культура: трансформация приоритетов./ Россия на пересечении пространств и эпох: К 1150-летию российской государственности. Материалы Международной междисциплинарной научной конференции молодых ученых. Москва, РГГУ, 4-5 апреля 2012 г. М.: ЛЕНАНД, 2012. 168 с. — С. 5—17.
- Логунов А. П. Россия в глобальном цивилизационном контексте./ Россия на пересечении пространств и эпох: Материалы Второй международной междисциплинарной научной конференции молодых ученых. Москва, РГГУ, 22 марта 2013 г. М.: ЛЕНАНД, 2013. 282 с. — С. 5—28.
- Логунов А. П. Может ли существовать Россия без Европы и Европа без России? / Культурное моделирование современного европейского политического дизайна / Под ред. Г. М. Михалёвой, М. А. Гордеевой. — Изд-во «ОЛМА-ПРЕСС», М.: РГГУ, 2018. С. 114—124.[6]